# Primer Protocolo Facultativo del Pacto Internacional de Derechos Civiles y Políticos
El Primer Protocolo Facultativo del Pacto Internacional de Derechos Civiles y Políticos es un protocolo adicional que busca asegurar la aplicación de las disposiciones del Pacto Internacional de Derechos Civiles y Políticos (ICCPR, por sus siglas en inglés). Para ello, faculta al Comité de Derechos Humanos para recibir y considerar comunicaciones de individuos que aleguen ser víctimas de violaciones de cualquiera de los derechos enunciados en el Pacto.
Fue adoptado por la Asamblea General de las Naciones Unidas el 16 de diciembre de 1966 y entró en vigencia el 23 de marzo de 1976. Para enero de 2025, tenía 119 miembros y 35 signatarios.
Tal mecanismo es similar a aquellos mencionados en el Protocolo Facultativo de la Convención sobre los Derechos de las Personas con Discapacidad y el artículo 14 del Convención Internacional sobre la Eliminación de todas las Formas de Discriminación Racial. Las partes acuerdan reconocer la competencia del Comité de Derechos Humanos de las Naciones Unidas para considerar las denuncias de individuos o grupos que sostengan que sus derechos resguardados bajo el Pacto han sido violados. Los querellantes deberán haber agotados todos los recursos domésticos y no se permiten las denuncias anónimas. El Comité de Derechos Humanos debe presentar las denuncias a la atención de la parte pertinente, que deberá responder en un plazo de seis meses. Tras el examen, el Comité debe presentar sus conclusiones a la parte denunciada y al querellante.
Si bien no está expresamente previsto en el Protocolo, el Comité de Derechos Humanos tiene en cuenta el reconocimiento de su competencia para atender denuncias como imponer una obligación de no obstaculizar el acceso al Comité y evitar cualquier represalia contra los querellantes. Así, el Primer Protocolo facultativo otorga al Comité la competencia necesaria para examinar las denuncias de particulares con respecto a presuntas violaciones del Pacto cometidas por los Estados parte del mismo.

## Reservas
El Protocolo adicional requería que diez países presentaran sus ratificaciones para que entrara en vigor, condición que se cumplió en 1976; sin embargo, varios Estados miembros han tenido reservas y presentado declaraciones interpretativas para su aplicación del Protocolo adicional.
Austria no reconoce la jurisdicción del Comité de Derechos Humanos para considerar denuncias que ya hubieran sido examinadas por la Comisión Europea de los Derechos Humanos.
Chile, Croacia, El Salvador, Francia, Alemania, Guatemala, Malta, Rusia, Eslovenia, Sri Lanka y Turquía consideran que el Protocolo adicional solo aplica a las denuncias que surgieron después de que entró en vigencia para dichos países.
Croacia, Dinamarca, Francia, Alemania, Islandia, Irlanda, Italia, Luxemburgo, Malta, Noruega, Polonia, Rumania, Rusia, Eslovenia, España, Sri Lanka, Suecia, Turquía y Uganda no reconocen la jurisdicción del Comité de Derechos Humanos para considerar denuncias que ya han sido atendidas bajo otro procedimiento internacional de denuncias.
Ni Alemania ni Turquía reconocen la jurisdicción del Comité de Derechos Humanos para atender denuncias que resulten del artículo 26 del ICCPR, que cubre la discriminación e igualdad ante la ley, salvo en la medida en que se refieran a los derechos expresamente reconocidos en el Pacto.
Ni Guyana ni Trinidad y Tobago reconocen la jurisdicción del Comité de Derechos Humanos para atender denuncias relativas al uso de la pena de muerte.
Venezuela no reconoce la competencia del Comité de Derechos Humanos para considerar denuncias relativas a juicios in absentia por crímenes contra la república.